# Закон и порядок: Суд присяжных
«Закон и порядок: Суд присяжных» (англ. Law & Order: Trial by Jury) — американский процедуральный, полицейский и юридический телесериал, созданный Диком Вульфом. Премьера состоялась 3 марта 2005 года на канале NBC.

## Сюжет
«В системе уголовного судопроизводства подсудимый считается невиновным, если его вина не доказана признанием, сделкой о признании вины или судом присяжных. Наш рассказ о них..»
В отличие от более ранних телесериалов франшизы «Суд присяжных» рассказывает о подготовке уголовного дела до представления его в суде. Каждый эпизод, как правило, начинается с показаний свидетеля или жертвы, рассказывающей об уже свершившимся преступлении. История эволюционирует по мере того, как стороны обвинения и защиты меняют свои стратегии ради победы в суде.

## Персонажи
| Персонаж       | Актёр               | Задействован                        | Сезон 1: Эпизоды | Сезон 1: Эпизоды | Сезон 1: Эпизоды   | Сезон 1: Эпизоды   | Сезон 1: Эпизоды | Сезон 1: Эпизоды | Сезон 1: Эпизоды | Сезон 1: Эпизоды | Сезон 1: Эпизоды | Сезон 1: Эпизоды | Сезон 1: Эпизоды | Сезон 1: Эпизоды | Сезон 1: Эпизоды |
| Персонаж       | Актёр               | Задействован                        | 1                | 2                | 3                  | 4                  | 5                | 6                | 7                | 8                | 9                | 10               | 11               | 12               | 13               |
| -------------- | ------------------- | ----------------------------------- | ---------------- | ---------------- | ------------------ | ------------------ | ---------------- | ---------------- | ---------------- | ---------------- | ---------------- | ---------------- | ---------------- | ---------------- | ---------------- |
| Трейси Кибре   | Биби Нойвирт        | Помощник окружного прокурора города | Главная роль     | Главная роль     | Главная роль       | Главная роль       | Главная роль     | Главная роль     | Главная роль     | Главная роль     | Главная роль     | Главная роль     | Главная роль     | Главная роль     | Главная роль     |
| Келли Гефни    | Эми Карлсон         | Помощник окружного прокурора        | Главная роль     | Главная роль     | Главная роль       | Главная роль       | Главная роль     | Главная роль     | Главная роль     | Главная роль     | Главная роль     | Главная роль     | Главная роль     | Главная роль     | Главная роль     |
| Гектор Салазар | Керк Асеведо        | Следователь                         | Главная роль     | Главная роль     | Главная роль       | Главная роль       | Главная роль     | Главная роль     | Главная роль     | Главная роль     | Главная роль     | Главная роль     | Главная роль     | Главная роль     | Главная роль     |
| Крис Рейвелл   | Скотт Коэн          | Детектив                            |                  |                  | Приглашенный актёр | Приглашенный актёр | Главная роль     | Главная роль     | Главная роль     | Главная роль     | Главная роль     | Главная роль     | Главная роль     | Главная роль     | Главная роль     |
| Артур Бранч    | Фред Далтон Томпсон | Окружной прокурор                   | Главная роль     | Главная роль     | Главная роль       | Главная роль       | Главная роль     | Главная роль     | Главная роль     | Главная роль     | Главная роль     | Главная роль     | Главная роль     | Главная роль     | Главная роль     |
| Лени Бриско    | Джерри Орбах        | Следователь                         | Главная роль     | Главная роль     |                    |                    |                  |                  |                  |                  |                  |                  |                  |                  |                  |

## Эпизоды
| № общий | № в сезоне | Название                                                 | Режиссёр          | Автор сценария                                                       | Дата премьеры  | Произв. код | Зрители в США (млн) |
| ------- | ---------- | -------------------------------------------------------- | ----------------- | -------------------------------------------------------------------- | -------------- | ----------- | ------------------- |
| 1       | 1          | «The Abominable Showman» «Безобразный снеговик»          | Дик Вульф         | Жан Де Сегонзак                                                      | 3 марта 2005   | E5701       | 17.29               |
| 2       | 2          | «41 Shots» «41 выстрел»                                  | Калеб Дешанель    | Уолон Грин                                                           | 4 марта 2005   | E5707       | 14.52               |
| 3       | 3          | «Vigilante» «Линчеватель»                                | Дуайт Эйч Литтл   | Дэвид Уилкокс                                                        | 11 марта 2005  | E5712       | 10.69               |
| 4       | 4          | «Truth or Consequences» «Правда или последствия»         | Константин Макрис | Идея: Дэвид Уилкокс и Уолон Грин Сценарий: Дэвид Уилкокс             | 18 марта 2005  | E5703       | 11.54               |
| 5       | 5          | «Baby Boom» «Бэби бум»                                   | Майкл Прессман    | Идея: Памела Джей Уэкслер Сценарий: Джоан Рейтер и Тони Филан        | 25 марта 2005  | E5704       | 11.07               |
| 6       | 6          | «Pattern of Conduct» «Модель поведения»                  | Константин Макрис | Идея: Памела Джей Уэкслер Сценарий: Памела Джей Уэкслер и Уолон Грин | 01 апреля 2005 | E5710       | 10.58               |
| 7       | 7          | «Bang & Blame» «Бьёшь и обвиняешь»                       | Калеб Дешанель    | Крис Левинсон                                                        | 08 апреля 2005 | E5711       | 11.38               |
| 8       | 8          | «Skeleton» «Скелет»                                      | Дэвид Платт       | Дэвид Уилкокс                                                        | 15 апреля 2005 | E5716       | 13.19               |
| 9       | 9          | «The Line» «Линия»                                       | Ричард Пирс       | Тони Филан Джоан Рейтер                                              | 22 апреля 2005 | E5714       | 10.08               |
| 10      | 10         | «Blue Wall» «Синяя Стена»                                | Джо Энн Фогл      | Рик Айд                                                              | 29 апреля 2005 | E5713       | 9.59                |
| 11      | 11         | «Day» «День»                                             | Калеб Дешанель    | Идея: Крис Левинсон и Аманда Грин Сценарий: Крис Левинсон            | 3 мая 2005     | E5715       | 18.70               |
| 12      | 12         | «Boys Will Be Boys» «Мальчишки останутся мальчишками»    | Аарон Липстадт    | Рик Айд                                                              | 6 мая 2005     | E5706       | 9.82                |
| 13      | 13         | «Eros in the Upper Eighties» «Эрос начала восьмидесятых» | Джо Энн Фогл      | Крис Левинсон                                                        | 21 января 2006 | E5705       | 7.58                |

## Снятие с эфира
16 мая 2005 NBC объявил, что в результате падения рейтинга «Суд присяжных» не будет возвращен на экраны.

## Выпуск на DVD
25 апреля 2006 Universal Studios Home Entertainment выпустила «Закон и порядок: Суд присяжных» на DVD.